# Éléonore de Habsbourg-Lorraine
Éléonore de Habsbourg-Lorraine, née en 1994 à Salzbourg (Autriche), est une mannequin autrichienne. Elle est la fille de l'archiduc Charles d'Autriche et de l'archiduchesse Francesca,,,.

## Mariage et Descendance
Le 6 mars 2019, elle se fiance avec le pilote de course belge Jérôme d'Ambrosio,. Ils se marient civilement à Monaco le 20 juillet 2020.
Le 20 octobre 2021, l'archiduchesse Éléonore accouche de leur premier enfant, un garçon, portant le prénom de son grand-père : Otto.